# Barberine (Salvan)
Pour les articles homonymes, voir Barberine.
Barberine est un ancien alpage de Suisse noyé depuis les années 1920 par les eaux du lac de retenue du barrage de Barberine. Drainé par le torrent de Barberine qui rejoint la partie suisse de la vallée de l'Eau noire, le lieu-dit comportait des chalets d'estive ainsi qu'une cabane du Club alpin suisse à 1 850 mètres d'altitude et accessible par un chemin muletier passant à Émosson.

## Géographie
Barberine est situé dans le sud-ouest de la Suisse et du canton du Valais, sur la commune de Salvan. Il se trouve dans le massif du Giffre, dans une petite cuvette dans la partie amont du vallon de Barberine, à 1 850 mètres d'altitude, dominée à l'est par le Bel Oiseau (2 631 mètres) et Fontanabran (2 679 mètres), au nord la tour Sallière (3 220 mètres), le Grand Ruan (3 040 mètres) et la tour de Prazon (2 932 mètres), à l'ouest par la pointe des Rosses (2 966 mètres) et le pic de Tenneverge (2 989 mètres) et au sud-ouest par la pointe de la Finive (2 838 mètres) et l'Œil de Bœuf (2 652 mètres). La frontière avec la France est toute proche sur les crêtes à l'ouest et au sud. L'alpage est voisin de celui d'Émosson au sud, du Vieux Émosson au sud-ouest et d'Emaney au nord-est. Il est drainé par le torrent de Barberine venant du nord et s'écoulant vers le sud en direction de l'Eau Noire entre Vallorcine en France et le Châtelard en Suisse.

## Histoire
L'alpage est noyé dans les années 1920 par la retenue créée par le barrage de Barberine érigé en travers de la vallée juste en aval du hameau. En 1976, la mise en eau du barrage d'Émosson érigé plus en aval noie à son tour le barrage de Barberine, agrandissant et approfondissant son lac qui fusionne avec celui d'Émosson.